# Елизабет-Зофин-Ког
Елизабет-Зофин-Ког (њем. Elisabeth-Sophien-Koog) општина је у њемачкој савезној држави Шлезвиг-Холштајн. Једно је од 132 општинска средишта округа Нордфризланд. Према процјени из 2010. у општини је живјело 48 становника. Посједује регионалну шифру (AGS) 1054026.

## Географски и демографски подаци
Елизабет-Зофин-Ког се налази у савезној држави Шлезвиг-Холштајн у округу Нордфризланд. Општина се налази на надморској висини од 1 метара. Површина општине износи 5,3 km². У самом мјесту је, према процјени из 2010. године, живјело 48 становника. Просјечна густина становништва износи 9 становника/km².